# Wolfgar
Wolfgar (auch Wolfger; * ?; † November 831?) war von 809 oder 810 bis 831 oder 832 Bischof in Würzburg.
Wolfgar war 812 als Würzburger Bischof an einer vom Kaiser beauftragten Schlichtungsrunde eines Streits zwischen dem Abt und den Mönchen des Klosters Fulda beteiligt. Ihr gehörten daneben der Erzbischof von Mainz und die Bischöfe von Worms und Augsburg an. Möglicherweise trug diese Schlichterrolle zur Entspannung des Verhältnisses zwischen dem Kloster und Würzburg bei. 815 wurde ein Vergleich zwischen Fulda und Würzburg geschlossen, nach dem zahlreiche Dörfer im heutigen Unterfranken ihren Zehnten nach Fulda zu entrichten hätten. Damit werden zugleich weitergehende Ansprüche Fuldas zurückgewiesen. 
In der Reichspolitik trat Wolfgar erst unter Ludwig dem Frommen in Erscheinung. Überliefert sind etliche Gunsterweisungen Ludwigs.